# Lonnie Johnson Jr.
Lonnie Johnson Jr. (Gary, 31 maggio 1995) è un giocatore di football americano statunitense che milita nel ruolo di cornerback per i Las Vegas Raiders della National Football League (NFL).

## Carriera universitaria
Johnson al college giocò a football con i Kentucky Wildcats dal 2017 al 2018. In due stagioni con la squadra mise a segno 64 tackle e un intercetto.

## Carriera professionistica

### Houston Texans
Johnson fu scelto nel corso del secondo giro (54º assoluto) del Draft NFL 2019 dagli Houston Texans. Debuttò come professionista subentrando nella gara del primo turno contro i New Orleans Saints senza fare registrare alcuna statistica. La sua stagione da rookie si concluse con 41 tackle e 7 passaggi deviati in 14 presenze, metà delle quali come titolare.

### Kansas City Chiefs
Il 2 maggio 2022 venne ceduto ai Kansas City Chiefs, in cambio di una scelta (vincolata al verificarsi di determinate condizioni sportive) al settimo giro del Draft NFL 2023.

### Tennessee Titans
Il 16 agosto 2022 Johnson firmò con i Tennessee Titans.

### New Orleans Saints
Il 21 marzo 2023 Johnson firmò un contratto di un anno con i New Orleans Saints.

### Ritorno agli Houston Texans
Il 15 marzo 2024 Johnson firmò un contratto di un anno con i Houston Texans. Fu svincolato il 27 agosto 2024.

### Carolina Panthers
Il 28 agosto 2024 Johnson firmò con la squadra di allenamento dei Carolina Panthers.

### Las Vegas Raiders
Il 13 marzo 2025 firmò con i Las Vegas Raiders.